# 神學博士
神學博士（Doctor of Theology, D.Th., Th.D., D.Theol., Dr. theol.）是神學學科的終端學位，跟哲學博士一樣是進階學術研究的學歷。
神學博士需要有道學碩士、神學學士、教牧學士等神學或宗教研究領域基礎學位才能申請，有些教育機構甚至會要求需有進階神學學位如神學碩士。
又中文圈另一稱之神學博士（Doctor of Divinity, D.D.）者，在一些國家如英國是授予在神學領域有優越地位和成就的宗教學者的高等博士學位，通常是在博士學位水平之上的成就。在另一些國家如美國則通常是一個名譽學位，而不是研究或學術學位，稱之名譽神學博士（Honorary Doctor of Divinity, Hon. D.D.）。

## 天主教
天主教神學博士（Doctorate in Sacred Theology, S.T.D.）需要天主教神學碩士（S.T.L.）或相同等級學位才能就讀。